# 中山水库
中山水库是中国江苏省南京市溧水区境内的一座水库，位于一干河上，建于1958年。水库正常库容为1318万立方米，集雨面积为32平方千米，海拔为25.5米。